# Fabianów (powiat ostrowski)
Fabianów – wieś w Polsce położona w województwie wielkopolskim, w powiecie ostrowskim, w gminie Nowe Skalmierzyce, w Kaliskiem, ok. 5 km od Nowych Skalmierzyc, ok. 8 km na północny wschód od Ostrowa Wielkopolskiego.

## Podział administracyjny
Miejscowość przynależała administracyjnie przed rokiem 1887 do powiatu odolanowskiego. W latach 1975–1998 do województwa kaliskiego, a w latach 1887–1975 i od 1999 do powiatu ostrowskiego.

## Historia
W latach 1834–1838 wszystkie gospodarstwa chłopskie z obu części Ociąża przeniesiono na pola sąsiadujące z Kwiatkowem, tworząc w ten sposób wieś Fabianów nazwaną tak na cześć Fabiana Parczewskiego.   
Według Słownika geograficznego Królestwa Polskiego z 1881 w Fabianowie było 36 domów i 276 mieszkańców.  

## Oświata
- Publiczne Przedszkole w Ociążu, z siedzibą w Fabianowie (ul. Szkolna 54)
- Szkoła Podstawowa im. Jana Pawła II w Ociążu, z siedzibą w Fabianowie (ul. Szkolna 56)

## Komunikacja
Przez wieś przebiega DK25 Bobolice – Bydgoszcz – Konin – Kalisz – Fabianów – Ostrów Wielkopolski – Oleśnica oraz linia kolejowa nr 14. Około 2 km od przystanku kolejowego Ociąż.
Dojazd autobusami MZK Ostrów Wielkopolski, linia podmiejska nr 14 (Ostrów Wielkopolski ↔ Kołątajew ↔ Lewków ↔ Fabianów (ul. Szkolna) ↔ Ociąż). A także linie podmiejskie 19E (KLA Kalisz) i M (MZK Ostrów Wielkopolski) na trasie Ostrów Wielkopolski ↔ Fabianów (ul. Kaliska) ↔ Kalisz.
Ulice Fabianowa: Brzozowa, Kaliska, Leśna, Osiedlowa, Południowa, Słoneczna, Szkolna, Środkowa.